# Fiszewo (województwo warmińsko-mazurskie)
Fiszewo (niem. Fischau) – wieś w Polsce położona w województwie warmińsko-mazurskim, w powiecie elbląskim, w gminie Gronowo Elbląskie (niem. Grunau), na obszarze Żuław Elbląskich, przy trasie linii kolejowej Tczew-Malbork-Elbląg (przystanek osobowy PKP „Fiszewo”).

## Historia
Wieś królewska położona była w II połowie XVI wieku w województwie malborskim. W latach 1975–1998 miejscowość administracyjnie należała do województwa elbląskiego.
W Fiszewie znajduje się miejsce pamięci, poświęcone żołnierzom polskim, weteranom powstania listopadowego, którzy zostali zamordowani przez wojska pruskie. Masakra w Fiszewie, w której zginęło 8 polskich żołnierzy, a ciężko rannych zostało 12, miała miejsce 22 stycznia 1832. O mordzie wspomina Adam Mickiewicz w Księgach pielgrzymstwa polskiego, zwłaszcza w Litanii pielgrzymskiej. We wsi funkcjonowała niegdyś gospoda Augusta Blumenthala.
Sołectwo jest współorganizatorem corocznych złazów ku czci poległych powstańców, realizowanych przez elbląski oddział Polskiego Towarzystwa Turystyczno-Krajoznawczego. Do tej pory odbyły się 34 złazy. Mieszkańcy wsi są repatriantami, którzy osiedli tutaj po 1945 r.

## Zabytki
- Mury zewnętrzne kościoła gotyckiego z XIV w[6].
- Dworek z XVIII wieku
- Pamiątkowy obelisk poświęcony powstańcom listopadowym
- Pozostałości cmentarza z XVIII/XIX wieku, na którym chowano ewangelików i menonitów. Dość znaczna liczba zachowanych nagrobków i steli, w tym jedna wrośnięta w drzewo[7].

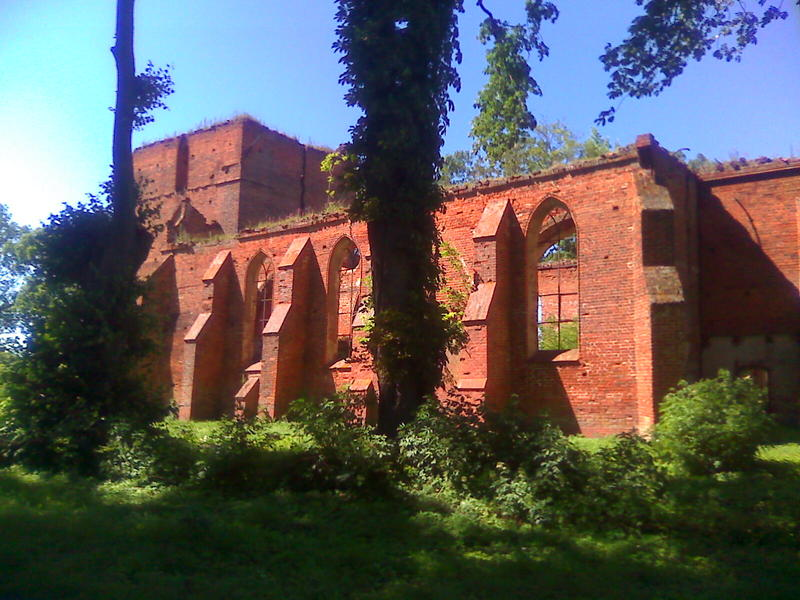
Mury zewnętrzne średniowiecznego kościoła
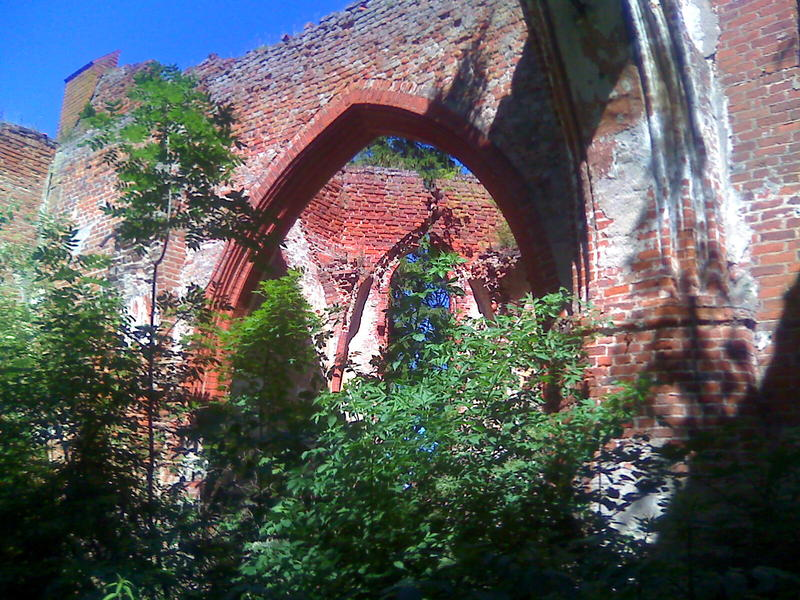
Mury średniowiecznego kościoła
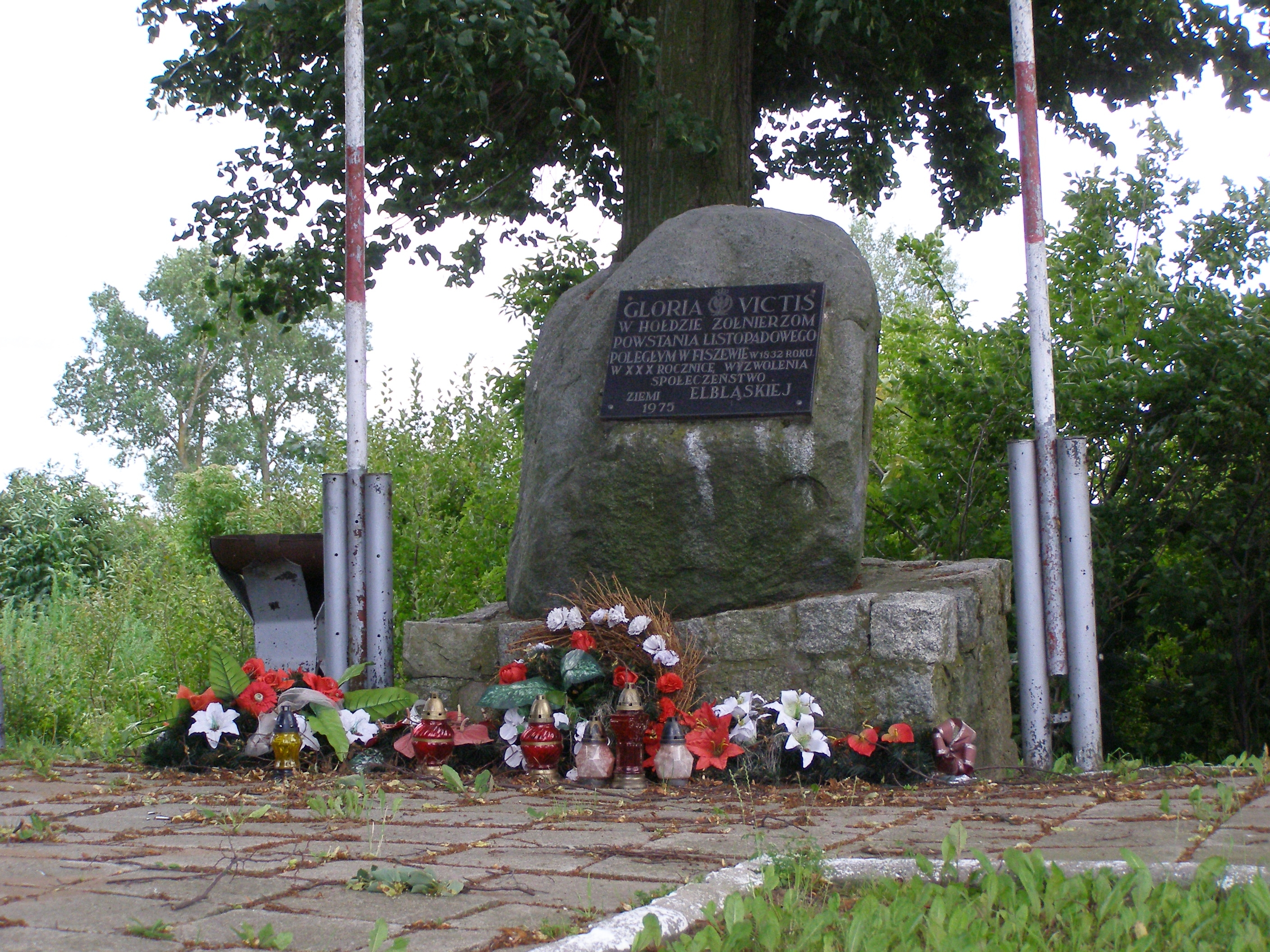
Obelisk poświęcony powstańcom listopadowym
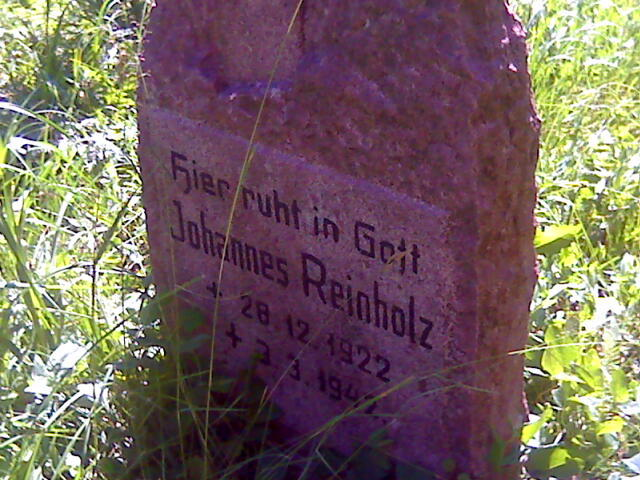
Pozostałości cmentarza